# The Little Tease
The Little Tease è un cortometraggio muto del 1913 scritto e diretto da Peter Griffith.

## Produzione
Il film fu prodotto dalla Biograph Company. 

## Distribuzione
Distribuito dalla General Film Company, il film - un cortometraggio in due bobine - uscì nelle sale cinematografiche statunitensi il 12 aprile 1913.